# Église de l'Annonciation (Kargopol)
Pour les articles homonymes, voir Église de l'Annonciation.

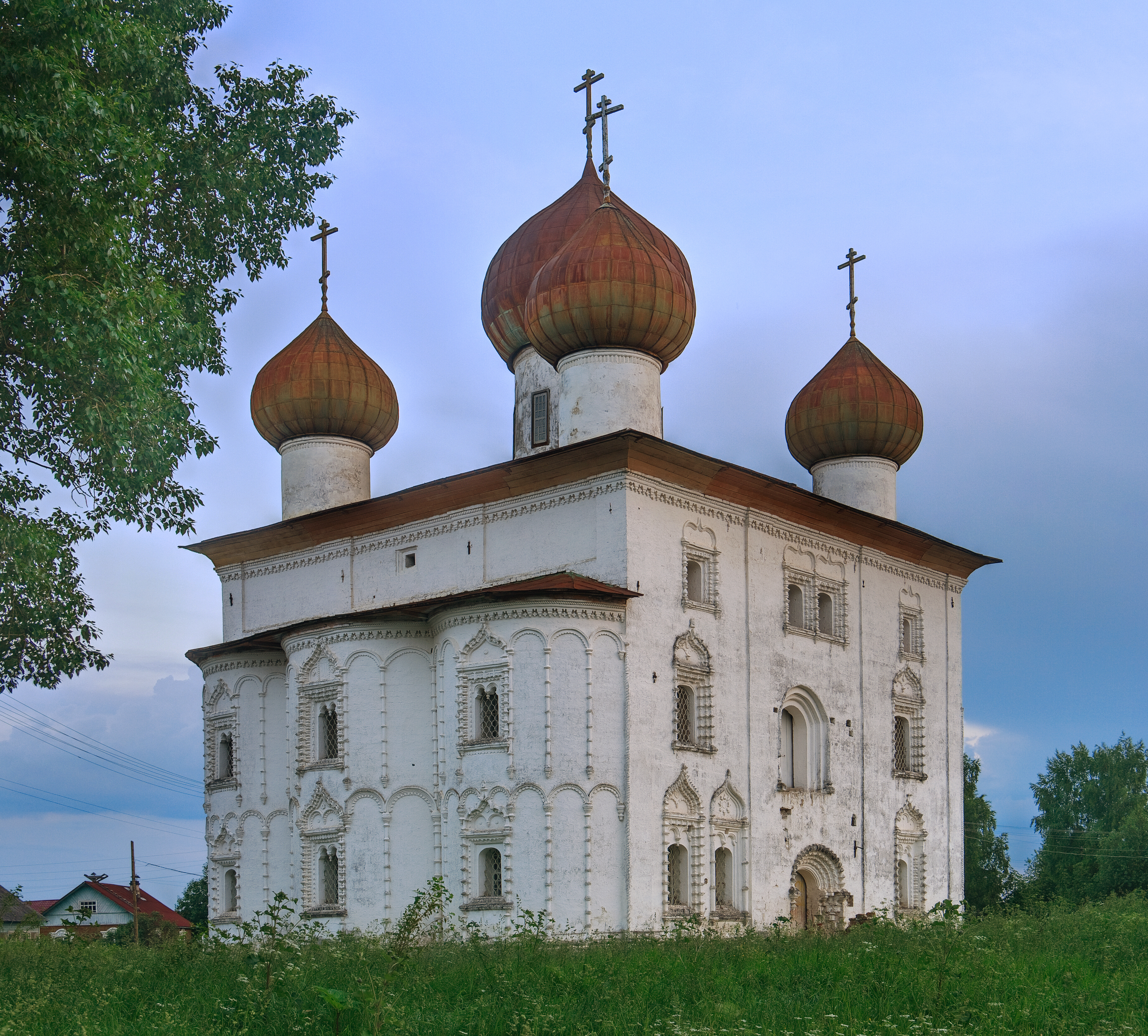
église de l'Annonciation (Kargopol)

L'église de l'Annonciation (en russe : Благовещенская церковь (Каргополь)) est une église orthodoxe à cinq coupoles en pierres blanches située dans la ville de Kargopol dans l'oblast d'Arkhangelsk en fédération de Russie.

## Histoire
L'église a été érigée entre 1682 et 1692 sur l'ancienne place du commerce de la ville de Kargopol. Le nom de l'architecte est Chakhanov. Pierre Ier le Grand fit don de cent roubles pour sa construction.

## Architecture et décoration
Le bâtiment de forme cubique est réalisé en pierres blanches. Les façades sont décorées de fenêtres et de portes disposées selon un rythme harmonieux. Les surfaces des murs forment comme une toile de fond sur laquelle viennent se poser les chambranles délicatement sculptés autour des fenêtres qui forment des ouvertures disposées avec fantaisie. La décoration des trois absides est strictement classique mais enrichie de sculptures perlées merveilleuses.

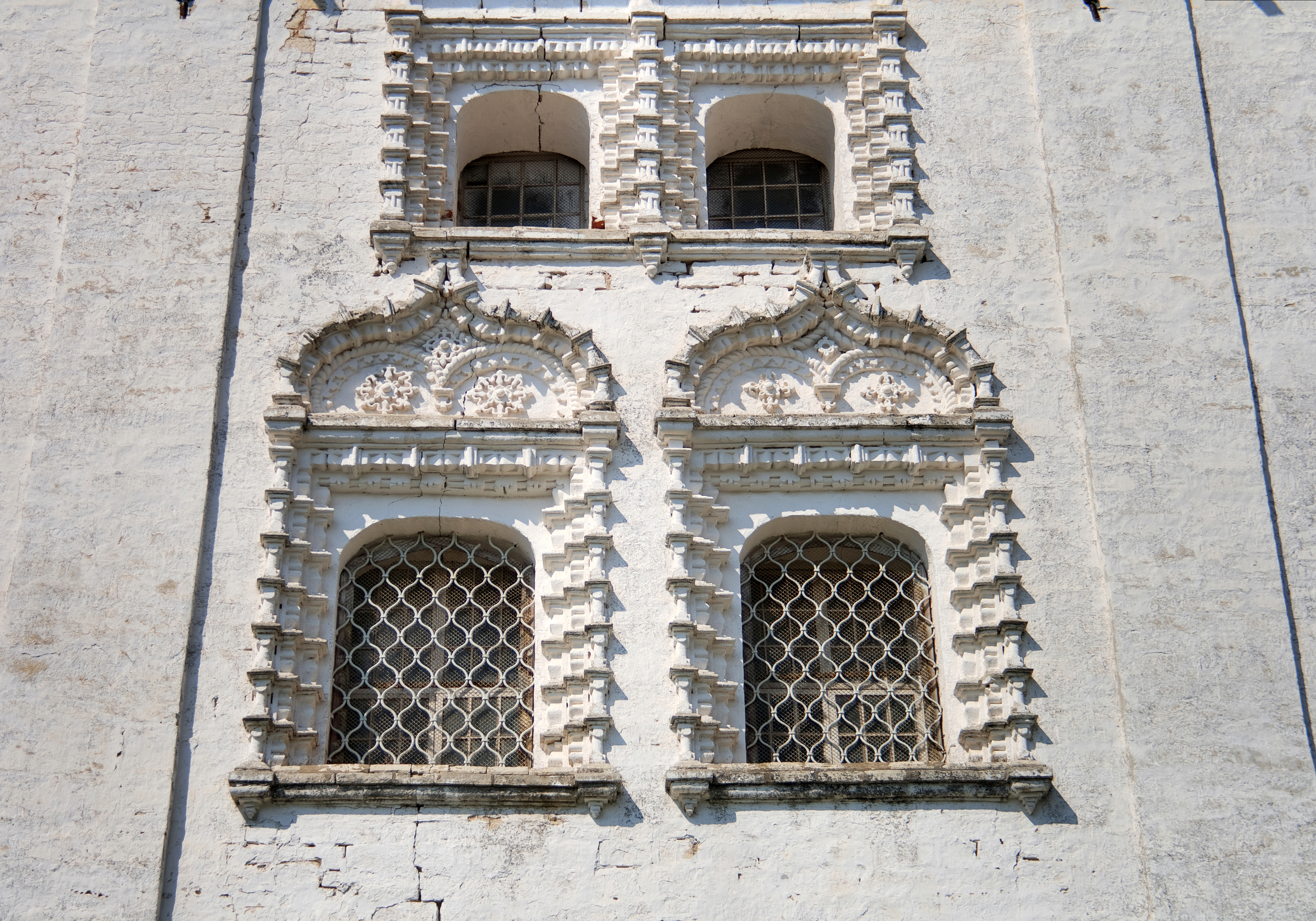
église de l'Annonciation, chambranles décorés.
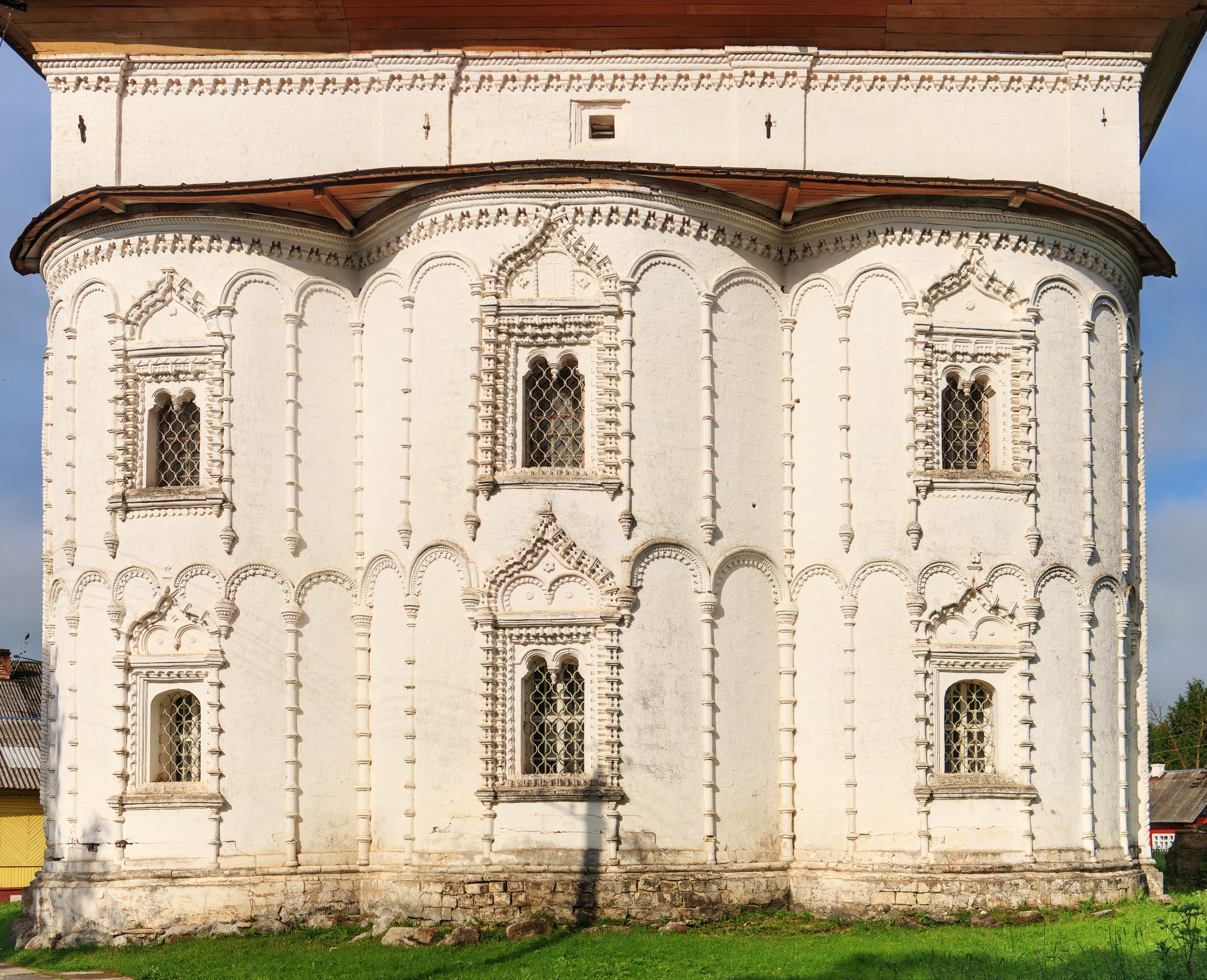
Absides de l'église de l'Annonciation
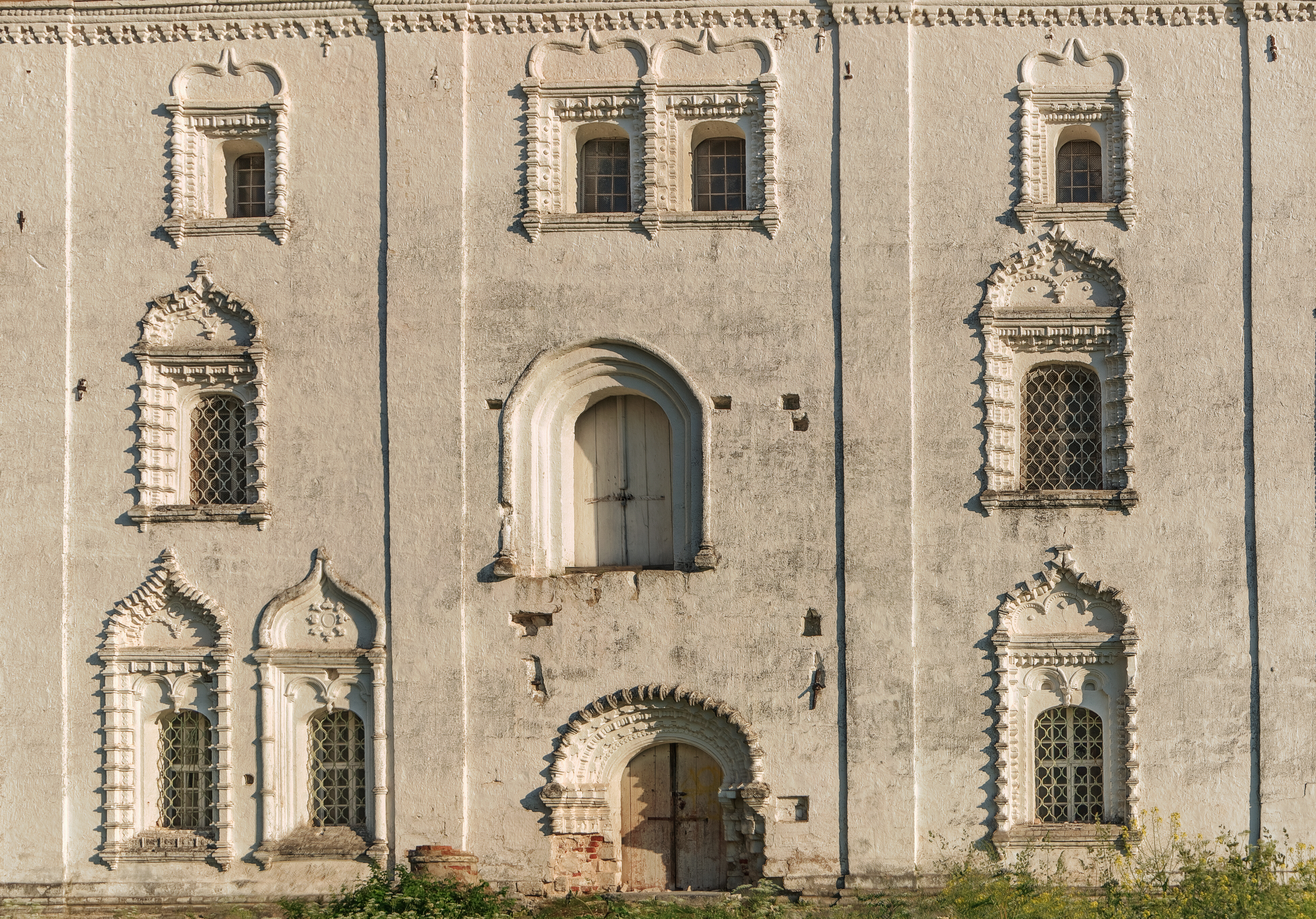
Kargopol, église de l'Annonciation, façade

« Du côté sud, le raffinement des proportions et du goût avec lequel les décorations des fenêtres sont réalisées permet à cette église de rivaliser avec les palais du début de la Renaissance  florentine. Mais ce qui provoque la plus forte impression c'est la décoration étonnement inventée pour réaliser les formes des absides. C'est vraiment un chef-d'œuvre du traitement mural en général. On ne peut s'empêcher de se demander comment à partir de moyens insignifiants l'architecte a réussi à atteindre une élégance aussi stupéfiante. »

— Igor Grabar.